# Аболмасов, Николай Гаврилович
Николай Гаврилович Аболмасов (1938—2020) — советский и российский врач-стоматолог, доктор медицинских наук, профессор Смоленского государственного медицинского университета.

## Биография
Николай Гаврилович Аболмасов родился 25 апреля 1938 года в селе Вязовое Щигровского района Курской области. С 1949 года жил в городе Ельце Липецкой области, окончил там среднюю школу, затем с отличием — медицинское училище. Работал фельдшером-акушером на станции Дон. В 1962 году окончил Калининский государственный медицинский институт, получив специальность врача-стоматолога и по распределению был направлен в Ржевскую центральную районную больницу. С 1967 года — на преподавательской работе в Смоленском государственном медицинском институте (академии, университете), был ассистентом, затем доцентом кафедры ортопедической стоматологии. В 1977 году возглавил курс детской стоматологии, впоследствии выделившийся в кафедру детской стоматологии. С 1984 по 2008 годы заведовал кафедрой ортопедической стоматологии. Оставив руководящую работу, до самой смерти продолжал работать профессором на той же кафедре.
Аболмасов в общей сложности опубликовал более 320 научных работ, в том числе 2 учебных пособия и 2 монографии. Был соавтором учебника «Ортопедическая стоматология», выдержавшего 10 переизданий. Под руководством Аболмасова было защищено 7 кандидатских диссертаций. Являлся главным внештатным детским стоматологом Смоленской области. В 2011—2017 годах был председателем Ассоциации стоматологов Смоленской области. Избирался академиком Российской академии естественных наук.
Умер 12 февраля 2020 года, похоронен на кладбище деревни Красное Краснинского района Смоленской области.

## Награды
- Заслуженный врач Российской Федерации (8 мая 2004 года);
- Медали;
- Знак «Отличник здравоохранения» (1976).